# 超級530飛彈
馬特拉超級530飛彈是法國的一款中程半主動雷達導引空對空飛彈，前身為R.530空對空飛彈。超級530飛彈具有F、D兩種型號，F型號於1979年服役，裝備於幻象F1型戰鬥機；D型號則於1988年服役，裝備於幻象2000戰鬥機。目前法國正在逐步以雲母飛彈取代舊式的超級530飛彈。

## 飛彈特性
超級530飛彈是與美國的AIM-7麻雀飛彈相似的中程半主動雷達導引空對空飛彈，最初的F型號飛彈裝備於幻象F1型戰鬥機，並由戰機上的機載X波段西拉諾Ⅳ型單脈衝雷達負責飛彈的導引，後續的D型號飛彈則裝備於幻象2000戰鬥機，並可接受機載都卜勒雷達的導引。超級530飛彈可在海拔17—18公里的高度進行高達20g過載的機動，並於海拔27公里的高度進行6g的機動。超級530飛彈的F型號能自海拔18公里處發射，向上打擊海拔27公里處的目標，D型號則受益於幻象2000戰鬥機的先進都卜勒雷達濾波技術，而能攻擊位於發射者下方的目標。
超級530F及D型飛彈具有相似的空氣動力學外觀和內部構造。不過D型號飛彈具有較長的不鏽鋼彈身。這使其能夠容納更強大的雙推力固體燃料火箭引擎和新型導引頭元件。新型導引頭採用了都卜勒濾波技術，以提高飛彈於低空環境的性能，並採用新的數位處理技術，使導引頭能夠重新編程並攻擊新的目標。超級530D型飛彈據稱最大攔截高度為24.4公里，能打擊位於發射者上方12.2公里的目標，並具有60公尺的最低攻擊高度。該飛彈射程為40公里，最大速度不超過5馬赫。

## 作戰記錄
兩伊戰爭期間，伊拉克空軍使用幻象F1型戰鬥機掛載超級530F型飛彈對抗伊朗空軍。
1983年9月14日發生了一起三十年後才被揭露的事件，兩架土耳其F-100F超級軍刀戰鬥機入侵伊拉克的領空，其中一架被伊拉克的幻象F1EQ戰鬥機發射的超級530F型飛彈擊落，該土耳其飛行員成功倖存並返回土耳其。
2019年7月15日，在義大利北部的一次警察行動中，有一枚缺少彈頭的超級530F型飛彈實彈與大量軍火一同被繳獲。這些武器是一群與極右翼新法西斯運動有關的人員走私的。從飛彈的發射管可知該飛彈最初是出售给卡達武裝部隊的裝備，該軍購案簽署的原始日期是1980年10月。
2020年8月14日，佛羅里達州萊克蘭林德國際機場查獲了一枚帶有實彈彈頭的超級530飛彈，並由位於附近麥克迪爾空軍基地的美國空軍第6土木工程中隊的拆彈專家將其移除。這枚飛彈在無意中被運送給了美國國防承包商德拉肯國際有限責任公司。

## 使用國

### 現役使用國
- 埃及
- 希腊
- 印度[13]

### 前使用國
- 法國
- 巴西
- 伊拉克超級530F型飛彈[14]
- 西班牙
- 约旦
- 科威特
- 利比亞

### 引文
1. 1 2  Friedman 1997，第422頁.
2. ↑  MBDA 2001，第10頁.
3. 1 2 3  Friedman 1997，第421頁.
4. ↑  .   [2019-07-16].
5. ↑  . 6 September 2012  [2024-08-06]. （原始内容存档于2017-10-10）.
6. ↑  . 16 July 2019  [2024-08-06]. （原始内容存档于2024-10-03） （意大利语）.
7. ↑  Trevithick, Joseph. . The Drive. 15 July 2019  [2024-08-06]. （原始内容存档于2023-06-03）.
8. ↑  . gulfnews.com.
9. ↑  . 15 July 2019  [2024-08-06]. （原始内容存档于2024-08-06） （法语）.
10. ↑  . CBS News. 15 July 2019  [2024-08-06]. （原始内容存档于2024-08-06）.
11. ↑  David Brennan. . Newsweek. 15 July 2019  [15 June 2020].
12. ↑  Ileana Najarro. . Tampa Bay Times. 18 August 2020  [19 August 2020]. （原始内容存档于2024-11-29）.
13. ↑  Som, Vishnu. . NDTV. 26 March 2015  [19 February 2022]. （原始内容存档于2024-11-29）.
14. ↑  Cooper & Sipos 2019，第I頁.

### 書目
- Cooper, Tom; Sipos, Milos. . Helion & Company Publishing. 2019. ISBN 978-1-912-390311 （英语）.
- Friedman, Norman. . US Naval Inst Pr. 1997. ISBN 1-55750-268-4 （英语）.
- . Interavia Business & Technology. Vol. 56 no. 654. June 2001: 8–14. ISSN 1423-3215 （英语）.